# 无政府主义和自由意志主义的定义
无政府主义和自由意志主義是两种涵括广泛的意識形態，都有着悠久的历史和重要的当代影响，而两者的定义也都存在争议。秉持这两种思想的人总体倾向于多元化，但在某些方面又有统一性，再加上这两种意识形态具有许多不同的分支，学术上长期存在的争议及历史上各不相同的用法，使得人们很难精确地定义这两个词。

## 概述
总体上来说，“无政府主义”指的是一种反权威的社会主义运动。然而，这个词的具体定义自传入中国以来就一直被学术界争论。目前在中文中，词典对于“无政府主义”的定义也各有区别：
- 中国大陆的《现代汉语词典》2016年第七版给出的定义为“（1）19世纪上半叶，以法国蒲鲁东、俄国巴枯宁等为代表的一种小资产阶级的政治思潮。否定在任何历史条件下的一切国家政权，反对任何组织、纪律和权威。（2）指革命队伍中，不服从组织纪律的思想和行为。”[2]
- 中国大陆的全国科学技术名词审定委员会给出的定义为“19世纪上半叶，欧洲出现的一种激进社会思潮，否定一切国家政权、权力和权威，主张个人绝对自由。”[3]
- 中国大陆的《辞海》第7版给出的定义为“否定一切国家政权，反对一切权威的小资产阶级社会政治思潮。”[4]
- 台湾的《教育部重編國語辭典修訂本》第六版给出的定义为“一種政治學說，主張廢除國家、政府及一切永久性的權威體制，代之以個人、團體、宗教，以及民族之間完全自律協調的合作，以建設平等與公正的社會。”[5]
- 台湾的《教育部重編國語辭典修訂本》第六版另外对“无政府主义”的另一种译法“安那其主义”单独给出了定义，为“一種社會主義的哲學。主張廢止政府及永久性的權威，而代之以個人、團體、宗教、民族間完全自律的合作，建設平等、自由的社會。”[6]

除了“无政府主义”这一译法外，还有采用音译的“安那其主义”译法，鲁迅曾译作“无治主义”。而与无政府主义有关的词中，最早在中文中出现的是用来形容无政府主义者的“鸭那鸡撕德党”和“无君党”。

## 历史
“自由意志主义的”（libertarian）一词出现于19世纪，用于指代支持自由意志的人。第一位将这个词带入政治领域，于1857年自称“自由意志主义者”的人是约瑟夫·迪亚契。一年后，他在纽约创办了无政府主义杂志《自由》（直译：自由意志主义报）。法国无政府主义者塞巴斯蒂安·富尔此后使用这个词区分无政府主义者与威权社会主义者。尽管“自由意志主义”一词一直常被用做“无政府主义”的同义词，但随着新左翼马克思主义者（反对威权社会主义或先锋队的马克思主义者）、极端自由主义者（他们主力关注公民自由）等各种意识形态支持者皆开始使用这个词描述自己，该词的专有性已被削弱。此外，一些无政府主义者会把自身称作自由意志社会主义者，以避免跟无政府主义有关的负面意涵、强调自身跟社会主义的关系。
“无政府主义”一词在历史上一直被与混乱、暴力相连结。19世纪末时，无政府主义者彼得·阿列克谢耶维奇·克鲁泡特金注意到人们常常把“安那其”一词用作混乱和无秩序的代名词，不利于无政府主义的发展。尽管如此，他还是接受了这个词，就像荷兰的丐軍和法国的無套褲漢最后也接受了自己的称谓一般。

## 与社会主义的关系
在19世纪时，“无政府主义”一度是“社会主义”的同义词，尽管两种意识形态对国家的看法各不相同，但都被政府视为对社会秩序的威胁。

## 引用
1. ↑  瞿任侠 1929，第6-10、63-66頁.
2. ↑  现代汉语词典 2016，第1386頁.
3. ↑  术语在线 2022.
4. ↑  辞海 2019.
5. ↑  國語辭典 2021a.
6. ↑  國語辭典 2021b.
7. ↑  丸尾勝 2009，第11頁.
8. ↑  洪德先 1985，第417頁.
9. 1 2 3 4  Marshall 1992，第641頁.
10. ↑  Evren 2011，第1頁.
11. ↑  Evren 2011，第1–2頁.
12. ↑  Kemp 2018，第180頁.

### 词典
- 吕叔湘; 丁聲樹 (编).  7. 北京: 商务印书馆. 2016-09. ISBN 978-7-100-12450-8 （中文（简体））.
- . 术语在线. 全国科学技术名词审定委员会.   [2022-12-27]. （原始内容存档于2022-12-28） （中文（简体））.
- . 辞海在线版.   [2022-12-27]. （原始内容存档于2022-12-28） （中文（简体））.
- . 重編國語辭典修訂本. 2021  [2022-12-27]. （原始内容存档于2022-12-28） （中文（繁體））.
- . 重編國語辭典修訂本. 2021  [2022-12-27]. （原始内容存档于2023-02-10） （中文（繁體））.

### 其他来源
- Evren, Süreyyya.  [新无政府主义如何改变了（反对派）的世界并给予后无政府主义新生]. Rousselle, Duane; Evren, Süreyyya  (编).  [后无政府主义：读者]. Pluto Press. 2011: 1–19. ISBN 978-0745330860.
- 洪德先. . 食貨月刊. 1985-02-15, 14 (9&10): 415–424  [2022-09-07]. doi:10.6435/SHM.198502.0415. （原始内容存档于2022-09-08） （中文（繁體））.
- Kemp, Michael.  [白塔之下].  [炸弹、子弹与面包：1866–1926年世界范围的无政府主义恐怖主义]. Jefferson, North Carolina: McFarland. 2018: 178–186. ISBN 978-1476671017.
- 蔺奥; 符豪. . 东北大学学报(社会科学版). 2020, 22 (02): 105–111  [2022-12-29]. doi:10.15936/j.cnki.1008-3758.2020.02.014. （原始内容存档于2022-12-29）.
- 劉小楓.  (PDF). 二十一世纪. 1995-02, (总第27): 43–52  [2022-12-28]. （原始内容存档 (PDF)于2023-01-16） （中文（繁體））.
- Marshall, Peter.  [要求不可能：无政府主义史]. London: HarperCollins. 1992. ISBN 978-0002178556.
- 乔姆斯基, 诺姆. 阿诺夫, 安东尼 , 编. . 由李梅翻译 1. 上海: 上海人民出版社. 2021. ISBN 9787208168343 （中文（简体））.
- 瞿任侠. . 上海: 中山书店. 1929-04 （中文（繁體））.
- 丸尾勝.  (PDF). 中国言語文化研究. 2009, (9): 9-27  [2022-12-28]. （原始内容存档 (PDF)于2023-03-15）.